# لاميون غيلونغي
لاميون غيلونغي (الاسم العلمي: Lamium gilongensis) هو نوع من النباتات يتبع جنس اللاميون من الفصيلة الشفوية.
سمي هذا النوع نسبة إلى مدينة غيلونغ في أستراليا.